# Hypocacia
Hypocacia is een kevergeslacht uit de familie van de boktorren (Cerambycidae). De wetenschappelijke naam van het geslacht werd voor het eerst geldig gepubliceerd in 1935 door Breuning.

## Soorten
Hypocacia omvat de volgende soorten:
- Hypocacia biplagiata Breuning, 1935
- Hypocacia fruhstorferi Breuning, 1959
- Hypocacia shimomurai Holzschuh, 1989
- Hypocacia wenhsini Yamasako & Chou, 2013